# پونیکوویتسا
پونیکوویتسا (به صربی: Ponikovica) یک منطقهٔ مسکونی در صربستان است.